# Хлібович Тарас Михайлович
Тарас Михайлович Хлібович (прізвисько — Thieri Newman; нар. 14 травня 1965, м. Копичинці, Україна) — український фотохудожник, фотожурналіст, військовик.

## Життєпис
Тарас Хлібович народився 14 травня 1965 року в місті Копичинцях Гусятинського району Тернопільської області, тоді Українська РСР.
Закінчив Національний університет «Львівська політехніка».
Сім років жив і працював у містах Детройті та Чикаго (США).
Після повернення в Україну співпрацював з місцевими ЗМІ. Співзасновник фотоагенції «Дубельтівка».
У 2015—2016 роках — у Збройних силах України, спочатку служив у Гусятинському районному військовому комісаріаті, згодом прес-офіцер 10-ї окремої гірсько-штурмової бригади.
Демобілізований. У планах разом з Тернопільським обласним військкоматом, зокрема з Оленою Величанською, фотовиставка в Тернополі з різними цілями, в тому числі для мобілізації журналістів у військо.
Одружений, батько двох дітей.

## Фотосправа

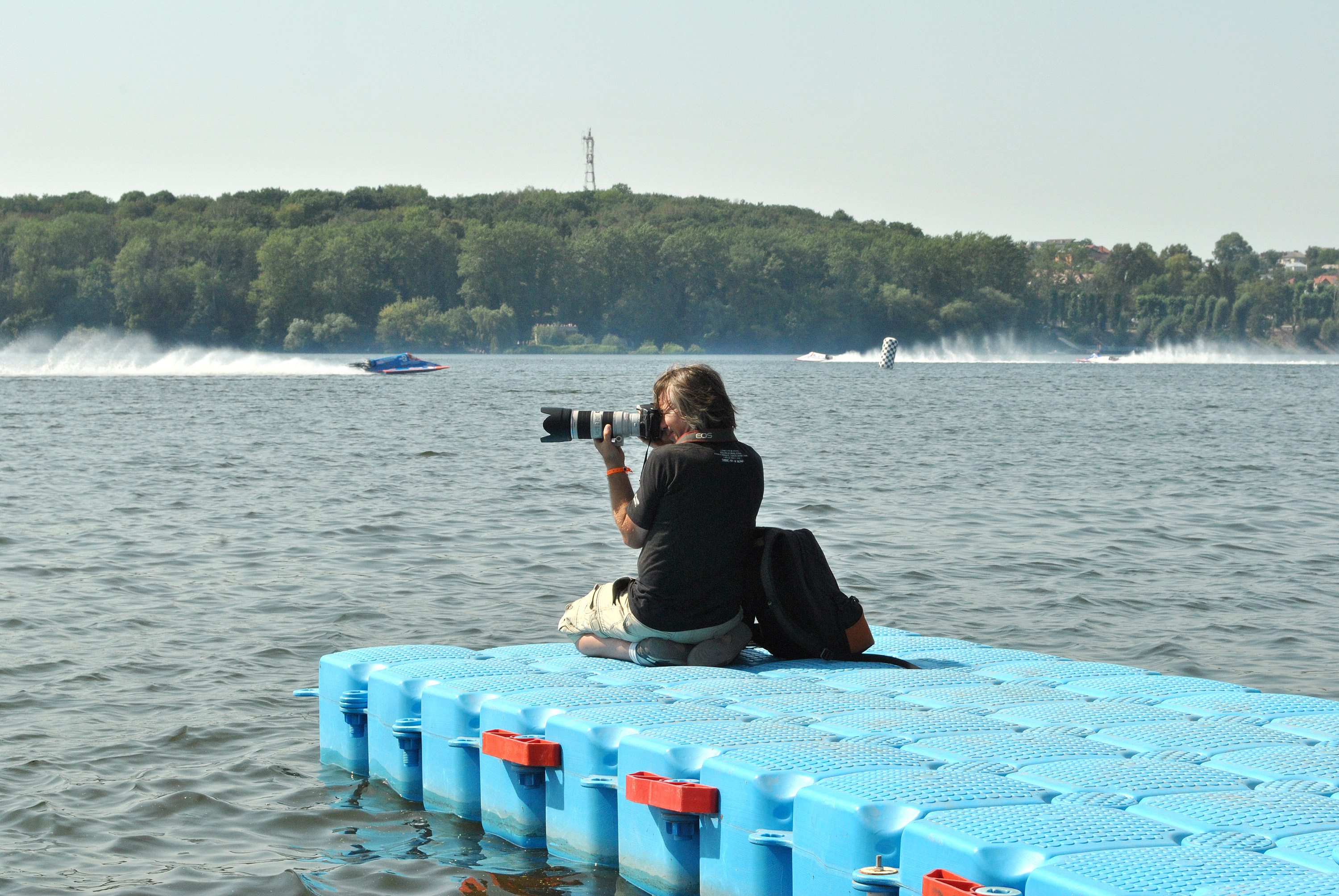
Тарас Хлібович під час зйомок Чемпіонату з водно-моторних видів спорту в Тернополі (26.08.2012)

Кар'єру фотографа почав у Чикаго. Купив камеру «Панасонік», на вихідні сідав на ровер і фотографував Чикаго. Вчився по Інтернету, читав різні уроки, закидав роботи на Flickr.
Спочатку захопився HDR-фотографію, фотографував різні краєвиди. Потім почав знімати міські краєвиди. Найулюбленіший вид фотографії — репортаж.
Член журі обласного конкурсу авторських фотографій юних аматорів Тернопілля «Ми — в Україні і Україна — в нас».

### Виставки
- колективна фотовиставка «Верхній Серет» (2014)[2]

## Цікаві факти
Про прізвисько Thieri Newman: американці називала Тараса Террі, а ще знайомі  кликали Террі Шнауцер через довге волосся, яке свого часу носив, а Newman (Новий чоловік), бо «будучи за кордоном довший час, людина набуває здатності бачити очима корінного мешканця чужої країни і своєї водночас».